# Gunma-gun

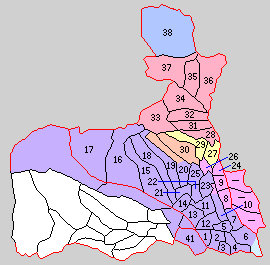
Die 38 Gemeinden im zweiten Kreis Gunma 1896 nummeriert, in Flächenfarben heutige Gemeinden; 1 war die Kreisstadt Takasaki (ab dem Jahr 1900 Takasaki-shi), bis 1881 auch Präfekturhauptstadt von Gunma; 41 war das Dorf Kataoka, die einzige moderne Gemeinde aus dem Kreis Kataoka.

Gunma (jp. 群馬郡 Gunma-gun, hist. Lesung Gunma no kōri; alternative Transkription Gumma) war der als ursprünglicher Verwaltungssitz namensgebende Landkreis (gun/kōri) der modernen japanischen Präfektur (ken) Gunma, im antiken Ritsuryō-System einer der 14 Kreise der Provinz Kōzuke. Der antike Kreis Gunma bestand bis zur Reaktivierung der Kreise als moderne Verwaltungseinheit 1878, bei der er in die Kreise Ost-Gunma (Higashi-Gunma) und West-Gunma (Nishi-Gunma) geteilt wurde. Bei der Implementierung der von deutschen Vorbildern und Beratern beeinflussten Kreisordnung von 1890 wurden Nishi-Gunma und Kataoka 1896 zu einem zweiten Kreis Gunma vereinigt, während Higashi-Gunma Teil von Seta wurde. 1949 wurde auch dieser wieder geteilt, als der Kreis Nord-Gunma (Kita-Gunma) mit zunächst elf Gemeinden abgetrennt wurde. Der zweite Gunma-gun bestand bis 2006, als die letzten vier Gemeinden in kreisfreie Städte (-shi) eingemeindet wurden.